# Wyjce
Wyjce (Alouattinae) – podrodzina nadrzewnych, roślinożernych ssaków naczelnych z rodziny czepiakowatych (Atelidae).

## Zasięg występowania
Podrodzina obejmuje gatunki występujące Ameryce Środkowej i Południowej.

## Charakterystyka
Długość ciała 37–71,2 cm, ogona 51,5–80 cm; masa ciała samców samic 3,1–7 kg, 4,5–9,6 kg. 

## Podział systematyczny
Do podrodziny należy jeden występujący współcześnie rodzaj:
- Alouatta Lacépède, 1799 – wyjec

Opisano również rodzaje wymarłe:
- Cartelles Halenar & Rosenberger, 2013[18] – jedynym przedstawicielem był Cartelles coimbrafilhoi Halenar & Rosenberger, 2013
- Stirtonia Hershkovitz, 1970[10]